# Vladimir Bebić
Vladimir Bebić (Ljubljana 4. kolovoza 1946. – Rijeka, 15. lipnja 2009.), bio je hrvatski političar i saborski zastupnik.

## Životopis
U mladosti se bavio boksom (otud mu nadimak "Bombarder s Kvarnera"), a prije višestranačja u Hrvatskoj je bio direktor Boksačkog kluba Rijeka. 1990. godine se priključio regionalističkoj stranci Riječki demokratski savez. Za vrijeme rata u Hrvatskoj sudjelovao je u Hrvatskoj vojsci na ličkom ratištu, a njegov tadašnji zadatak bio je osobno javljati vijest o pogibiji svojih drugova njihovim roditeljima. Godine 1992. se kao RIDS-ov kandidat kandidirao izborima za Sabor 1992. godine u riječkoj izbornoj jedinici. Nakon ponovljenih izbora je za nekoliko stotina glasova pobijedio HDZ-ovog kandidata, te tako postao jedan od šestorice opozicijskih kandidata izabranih u većinskim izbornim jedinicama (sve ostale većinske jedinice osvojio je HDZ, a svi ostali opozicijski zastupnici bili su izabrani s državne kandidatske liste).
Bebić se vrlo brzo nametnuo kao jedan od najživopisnijih saborskih zastupnika, koji je u svojim saborskim govorima žestoko kritizirao tadašnju vladajuću politiku. Sklonost "soliranju" dovela ga je u sukob s matičnom strankom koju je nakon nekoliko mjeseci napustio, te se potom priključio Hrvatskoj kršćanskoj demokratskoj uniji. Nju je isto tako napustio, da bi se konačno skrasio u Socijaldemokratskoj uniji (SDU). 
Na parlamentarnim izborima u Hrvatskoj 1995. godine lista SDU na čelu s Bebićem nije uspjela prijeći izborni cenzus. Bebić je nakon nekog vremena napustio SDU, te kasnije postao potpredsjednikom Ljevice Hrvatske. Dva puta je bio izabran za člana Gradskog vijeća Rijeke. 
Dana 25. ožujka 2007. u Rijeci se osniva Ljevica Hrvatske, nastala iz stranaka Treći hrvatski blok - Vladimir Bebić,  Jadranski sabor, Maslina – Dalmatinska autonomaška stranka i Socijaldemokratska unija. Za predsjednika Ljevice Hrvatske izabran je Ivan Ninić, a za potpredsjednika Vladimir Bebić.
Umro je 15. lipnja 2009. nakon duge i teške bolesti. Pokopan je na riječkom Centralnom gradskom groblju Drenova.